# Костел святого Якова (Сандомир)
Костел святого Якова і домініканський монастир у Сандомирі — один з найстаріших мурованих храмів у Польщі. Його початки сягають XII століття. Згідно провідомлень деяких джерел спочатку був руським храмом, в якому «Русь відправляла свої богослужіння». Згодом прийшов білокам'яний храм прийшов у занепад і в 1226 році був переданий домініканам, які остатночно розібрали стару будівлю та звели нову із цегли.